# Solanum tripartitum
Solanum tripartitum är en potatisväxtart som beskrevs av Michel Félix Dunal. Solanum tripartitum ingår i släktet skattor som ingår i familjen potatisväxter. Inga underarter finns listade i Catalogue of Life.